# 野宮定穀

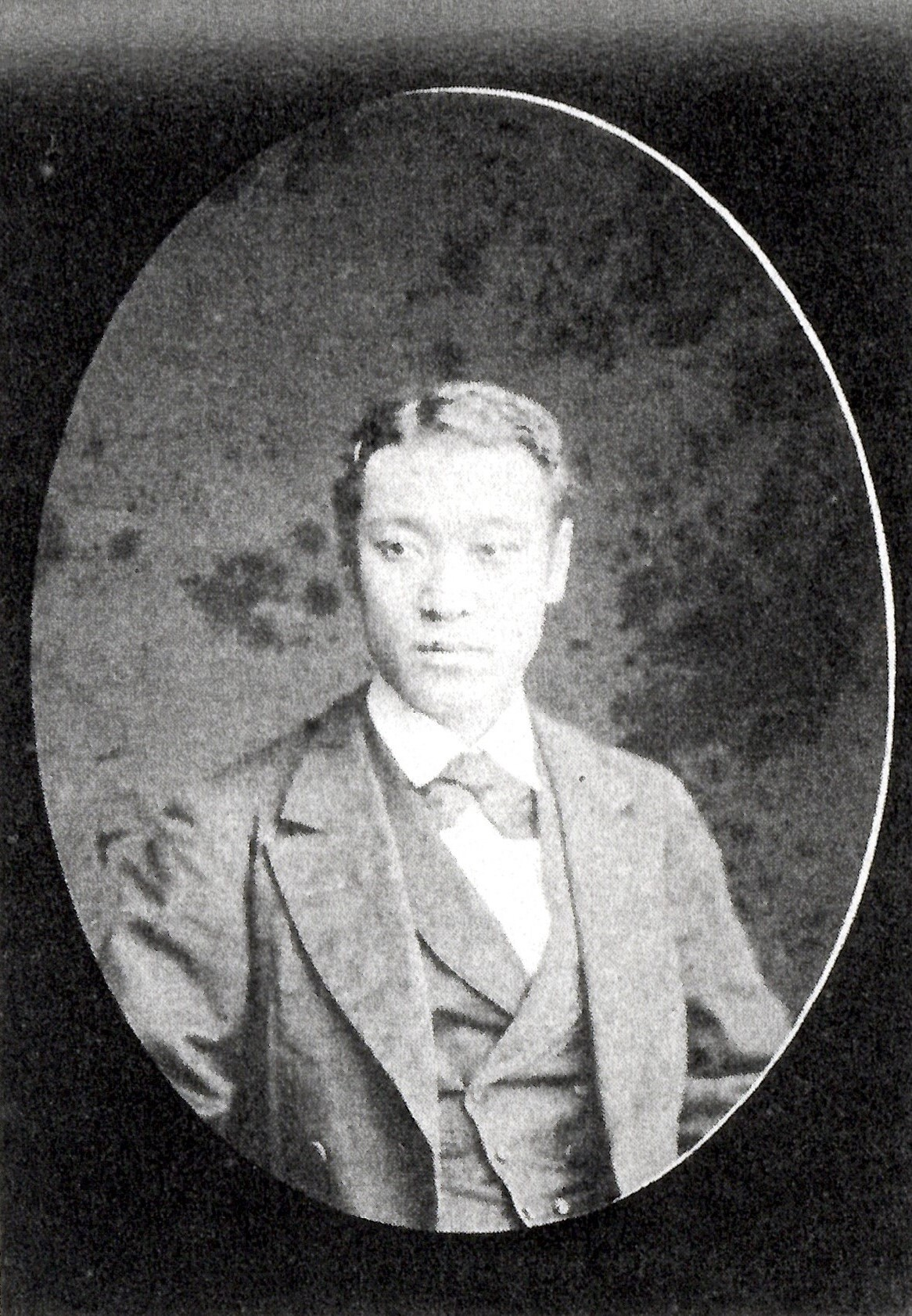
野宮定穀

野宮 定穀（ののみや さだよし）は、幕末の公家、明治から大正期の宮内官・政治家・華族。貴族院子爵議員。

## 経歴
山城国京都で権中納言・竹屋光有の三男として生まれ、慶応2年12月2日（1867年1月7日）、権中納言・野宮定功の養子となる。同月8日、従五位下に叙され、慶応4年5月8日（1868年6月27日）に元服し昇殿を許された。1880年（明治13年）12月2日、養父の隠居に伴い家督を継承。1884年（明治17年）7月8日、子爵を叙爵した。
1876年（明治9年）12月、宮中祗候に就任。以後、滋宮祗候、青山御所勤番、同祗候、英照皇太后御葬祭斎官、大喪使祭官などを務めた。
1897年（明治30年）7月10日、貴族院子爵議員に選出され、1904年（明治37年）7月9日まで在任。1905年（明治38年）4月8日、貴族院子爵議員補欠選挙で再選され、1918年（大正7年）7月9日まで通算3期在任した。

## 系譜
- 父：竹屋光有
- 母：家女房[3]
- 養父：野宮定功
- 先妻：健（たけ、戸田氏正四女、戸田氏彬養女）[1]
- 後妻：餘年子（よねこ、嵯峨実愛七女、1879年5月結婚）[1][4]
- 義兄弟・嵯峨公勝
- 四男：野宮定茂（子爵）[1][4][10]
- 息子:野宮進 (貴族院多額納税者議員 高谷豊之助の長女せつの夫)[11]
- 五男：綾小路護（貴族院子爵議員、綾小路家政養子）[1][4]